# Liden (Skellefteå)
Liden is een plaats in de gemeente Skellefteå in het landschap Västerbotten en de provincie Västerbottens län in Zweden. De plaats heeft 72 inwoners (2005) en een oppervlakte van 11 hectare. De plaats wordt omringd door bos.